# Жоскен де Пре
Жоскен де Пре (на френски: Josquin des Prés) е нидерландски композитор от епохата на Ренесанса. Централна фигура във Франко-фламандската школа, той е най-влиятелният западноевропейски композитор след Гийом Дюфе и преди Джовани Пиерлуиджи да Палестрина.
Той е роден около 1440 година, вероятно в Ено, по това време владение на Бургундия. Той работи дълго време в Италия, превръщайки се в най-авторитетния европейски композитор на своето време и в централна фигура на Франко-Фламандската школа в музиката.
Жоскен де Пре умира на 27 август 1521 година в Конде сюр л'Еско.

## Биография
Жоскен де Пре е роден в областта Пикардия през около 1440 г. и е починал в Конде сюр л'Еско през 1521 г. или можеби през 1524 г. През 1459 г. е псалт в катедралата в Милано; през 1474 г. служи при принц Галеацо Мария Сфорца; през 1476 г. при кардинал Асканио Мария Сфорца; по-късно, до 1499 г. в папската капела; накрая при херцог Херкулес във Ферара. През 1505 г. завършват многобройните му пътувания: той окончателно се завръща във Франция, където на няколко пъти се среща с Луи XII. Прекарва последните си години в Конде сюр л'Еско. Жоскен де Пре създава 20 меси, 7 фрагменти от меси, 98 мотета и 62 песни.

## Творчество

### Меси
Месите на Жоскен де Преизползват традиционните композиционни техники, обогатени обаче от разнообразни похвати, като остинато, секвенция и повторение. Дори ако към някоя част е прибавен още един, пети (De Beata Virgine) или шести глас (Hercules dux Ferrariae), повечето от тези меси запазват четиригласната фактура, в която и четирите гласа постоянно имат текст. Забелязва се и ориентирането към практиката a capella от XVI век. Само леко очертано в произведенията от младите години на композитора, в по-късните творби се осъществява абсолютно равенство на гласовете, достигащо до несравнима хомогеннотст. Мелодията е по-свободна и по-проста. Избавена от ритмическите препятсвия и от резките изблици, тя ства по-спокойна. Не така ясният и рисунък се обогатява обаче с повече канонични и контрапунктични комбинации, чиято главна цел е да запази винаги (независимо от сложността на плетениците) въздушния почерк на композицията. Техниката на cantus firmus е най-често срещаната. Но тя е съчетана с толкова свеобразни подходи, че разкрива най-различни и най-изтънчени възможности. Най-видимата страна на тази обнова, вече забелязваща се при Дюфай, е „пародията“, която променя звуковото възприемане и общата концепция на полифонията. Развитието на контрапунктичния и хармоничния „пародиран“ език води до нови открития в областта на мелодията и тоналнтото чувство, до равновесие на гласовете. Но също и до една нова техника, освободена от cantus firmus. Това освобождаване, това търсене на въображаемото изглежда като символ на освобождаването на твореца от литургичното прославяне; символ на освобождаването на човешкия дух и на самия човек от феодалното подчинение; на освобождаването на сина от бащата. Вследствие на това се появяват месите парафрази – произведения главно с литургичен тенор (Gaudeamus, Ave Maris stella, De beata Virgine, Da pacem, Pange lingua), месите пародии (Fortunata desperata, Malheur me bat, D' ung aultre amer – и трите по песни на Окегем; Mater Paris, свободна пародия на мотет от Брюмел) и свободните меси, широко използващи канона (Ad fugam изцяло в канон; Sine nomine, където само в находки напомнят за начина, по който само в частта Credo липсва канон). Всичките тези находки напомнят за начина, по който ги използва Окегем в своята Missa prolationum. В месите се прилага в новият метод на ostinato (Faisant regretz, Hercules dux Ferrariae). Superius – ът на последната меса пее тема ostinato, изграгеа от гласните на заглавието „e, u, e, u, e, a, i, e“ (re, ut, re, ut, re, fa, mi, re) и „ла, сол, фа, ре, ми“ – солмизацията на отрицателния отговор на кардинал Асканио Сфорца, Lascia fare a mi или „Оставете на мен“, даван на всяка настойчива молба. Като цяло всяка една от месите му съдържа имитация – свободно очертава или ориентирана към най-строгата техника. Използват се кнтрапунктични формули под формата на самощрихни (L'homme armé sexti toni) или системно провеждани канони в продължание на цялото произведение: в секунда, кварта, квинта и октава (Sine nomine), в ретроградни (рачешко) движение (Benedictus от L'home armé supe voces musicales), с аугментация (Agnus dei II от същата меса). 
Майсторството на контрапункта тук се проявява не само в опиянението на виртуоза, способен да разреши и най-сложните проблеми. Контрапунктичната наука вече се е превърнала в естествен начин на изразяване, самостоен и непринуден. Веждаме как във всички произведения — меси и мотети — се търси равновесие между scientia и sensibilitas. За да осъществи това сливане, Жоскен разполага не само с имитацията и нейните производни, но и с други изключително важни средства, като секвенции, остинати и редикти. Винаги произлизащи от самата същност на тенора (на темата), тези средства са част от хуманистичния дух на Жоскен и са тясно свързани със смисъла и образността на текста.За това свидетелства макотата на секвенцията (такт 61-64), удвояване на енергията при редиктата (такт 65-67) в Kyrie II от месата Pange Lingua. Именно в този шедьовър може да се предусети самото понятие тема като прозрение на Жоскен.
Тенорът облъчва с музикалната си субстанция цялата полифонична тъкан. Четирите гласа, без никакво предимство на някой от тях, постоянно варират темата свободно и с изтънченос. В това произведение повече, отколкото в която и да е било друга меса, Жоскен е съединил прозрачно и идеално текста на химна, ясноната на музиката и религиозната пламенност.
Църковната музика на Жоскен отбелязва стилистично развитие, евулюция, а не само промяна. И въпреки че още в произведения от младежките му години се усеща стремеж към хуманизиране на музиката, то именно в зрелите му творби, като например De beata Virgin, Da pacem и Pange Lingua, можем да открием очертанията на новия свят.
Да проникнем дълбоко в този свят, е възможно само ако схванем всички стадии на Жоскеновия синтаксис, слаед като сме преодолели всички начални изпитания. Крайната степен на това познание е откритието на осъщественото сливане между изкусното и душевното.

### Мотети
Именно в мотета Жоскен може да разкрие изцяло блясъка на своя гений, да се освободи от подчинението на неизменния текст, наложен от месата. Ритмизираната проза или стихотворният ритъм не са пречка за него. Думата въздейства като извор на музикална декламация, като източникна съзидателна енергия. А емоционалната й натовареност провокира открития както в полифоничната техника, така и в изразността: една премислено изградена структура с cantus firmus, разработен в последователни дялове, съчетана с отчетливо артикулиране на текста във веригата от разнообразни мотиви. Всичко това създава впечатление то и въздушна, уравновесена и шламенна полифония.
Честите инструментални изпълнения на тези мотети с нищо не намаляват тяхната стойност, а по-скоро непредотвратимо подготвят ричеркара, фугата и  сонатата на идните векове.Повече от всеки друг музикант на XV век, Жоскен успява да осъществи равнивесието между дума и звук. Изхождайки от самостойността на музиката, той съумява да я въздигне до равнището на чиста музика - до автентичното музикално произведение.
Също както и при Дюфе, но с повече разнообразие, мотетите на Жоскен като ндло са предназначени за proprium на месата при различните празници: Великден, Петдесетница и др. Те съдържат псалми, антифони, химни и молитви. Мотетите, посвете ни на Дева Мария, са най-многобройни и са написани много свободно. Прекрасният мотет Ave Maria... Virgo serena е великоле пен пример както за контрапунктичния, така и за вертикалния стил. Музикологът   Антонович е склонен да види в мотета Illibata Dei Virgo своеобразен автопортрет, в който Жоскен сам цитира множество мелодически формули или фрази от някои свои произведения или пък показва различни компо зиционни техники. Benedicta es caelorum Regina е по-смел с находките си — всяка строфа е подложена на квазивариационно развитие в cantus firmus- а във всички гласове, също вариантно разпределени. В Tu solus, qui facis mirabilis може да се открие влиянието на италианската музика – простота, яснота, симетричност, хомофонен строеж с „тонални“ хармонии, спокойствие и плавност на музикалната реч, тясно свързана със словесния текст. От своя страна псалмите също дават възможност да се оценят думите и образният им смисъл. В псалом 92, Dominus regnavit, скоковете на октава напомнят за водни струи, непрестанно биещи се в бреговете на река. В псалом 37, Domine, ne in furore, четирите мъжки гласа показват символика в преплитането на молитвите си. Тук, както и в мотета Huc me sydereo от пасиона, подчертаването на ключовите думи и прозрачността на контрапункга издигат творчеството на Жоскен до един от върховете по възходящия път от Дюфе към Орландо ди Ласо.